# Dijapazonske ingerencije
Dijapazonske ingerencije su pojave koje je 1924. godine otkrio danski astronaut i filozof savremene medicine Donald Edberg. Ova pojava proizišla je iz niza eksperimenata koje je Edberg izvodio. Ti eksperimenti zasnivali su se na difrakcionom posmatranju mikročesticnih zračenja u praznom prostoru (vakuumu).

## Opis eksperimenta
Edberg je dvadesetih godina dvadesetog veka izveo niz ekperimenata na bazi difrakcionog posmatranja mikročesticnog zračenja u praznom prostoru. On je u izolovanom praznom prostoru zatvorio određen broj ugljenikovih izotopa C-12, koji pri zagrevanju emitovali određene kvante energije. Uključivši katodni difrakcijator na interferencionom ekranu zabeležene su promene svetlosnog spektra. On je ovim zapažanjem dokazao dijapazomske karakteristike ingerencionih zračenja. Za ovo otkriće Edberg je 1924. godine dobio Raderfordovu nagradu za teoriju dijapazonskih ingerencija. Ovo otkriće predstavlja prekretnicu u svetu industrijske biotopizacije. 

## Formula
D*i=(m+M)*k, gde je D - intenzitet dijapazoidne viljuske, i - igerentna propustljivost elementa koja direktno zavisi od broja elektrona u atomu (i=E/m), m - masa atoma, M - masa elektrona, a k - bolcmanova konstanta za ingerencionu učestalost.